# Canto a boca cerrada
El canto a boca cerrada (también canto con la boca cerrada o, en italiano, a bocca chiusa) es una técnica vocal.

## Ejemplos
- en el acto III de la ópera Rigoletto (1851) de Giuseppe Verdi
- en la ópera Carmen (1875) de Georges Bizet
- en el Coro a bocca chiusa del acto II de la ópera Madama Butterfly (1904) de Giacomo Puccini.
- en el ballet Dafnis y Chloé (1912) de Maurice Ravel
- en la Sinfonía n.º 3 Canción de la noche (1916) de Karol Szymanowski
- en la Chanson à bouche fermée (1933) y Fantasia pour chœur à bouche fermée (1935) de Jehan Alain
- en la canción cantada por Germaine Montero en la película Une partie de campagne (1936) de Jean Renoir
- en el n.º 8, «Chramer, gip die varwe mir» de los Carmina Burana (1937) de Carl Orff
- en Bachianas brasileiras n.º 5 (1938) de Heitor Villa-Lobos
- en la música, compuesta por Georges Auric para la película La bella y la bestia (1946) de Jean Cocteau
- en las canciones de Georges Brassens , tales como La Hija de uno (en El tiempo no tiene nada que ver con el asunto, 1961) y De los primeros amigos (en el álbum homónimo, 1964)
- en "Quam dilecta tabernacula tua" en La transfiguración de nuestro Señor Jesucristo (1969) de Olivier Messiaen

- Datos: Q2956241